# بلنی‌سانان
بلنی (از یونانی ἡ βλέννα و τό βλέννος , mucus, slime) نامی رایج برای بسیاری از انواع ماهی است، از جمله چندین خانواده سوف‌ریخت‌تباران دریایی، لب‌شور و برخی از ماهیان آب شیرین که ریخت‌شناسی و رفتار مشابهی دارند. شش خانواده به عنوان «بلنی‌های راستین» در نظر گرفته می‌شوند که در راسته Blenniiformes گروه‌بندی می‌شوند. اعضای آن به عنوان blenniiformids شناخته می‌شوند. حدود ۱۵۱ سرده و نزدیک به ۹۰۰ گونه در این راسته توصیف شده‌است. این راسته در گذشته به‌عنوان زیرمجموعه‌ای از سوف‌ماهی‌سانان طبقه‌بندی می‌شد، اما ویرایش پنجم ماهیان سوف‌سان جهان را به تعدادی راسته‌های جدید تقسیم کرد و Blenniiformes در رده سوف‌ریخت Ovalentaria در کنار گونه‌هایی مانند سیکلیدسانان، کفال‌سانان و گیره‌ماهیان قرار گرفتند.